# Roman Kukleta
Roman Kukleta (ur. 22 grudnia 1964 w Brnie, 26 października 2011 tamże) – czeski piłkarz występujący na pozycji napastnika. Reprezentant Czechosłowacji.

## Kariera klubowa
Kukleta karierę rozpoczynał w 1982 roku w Zbrojovce Brno, grającej w pierwszej lidze czechosłowackiej. W 1983 roku odszedł do także pierwszoligowej drużyny RH Cheb. W 1985 roku wrócił jednak do Zbrojovki, występującej już w drugiej lidze. Spędził tam trzy sezony, a w 1988 roku został graczem pierwszoligowej Sparty Praga. Trzy razy zdobył z nią mistrzostwo Czechosłowacji (1989, 1990, 1991), a także raz Puchar Czechosłowacji (1989). Ponadto w sezonie 1990/1991 został królem strzelców ligi czechosłowackiej.
Pod koniec 1991 roku Kukleta przeszedł do hiszpańskiego Realu Betis, grającego w Segunda División. Występował tam do końca sezonu 1992/1993, a następnie odszedł do 
Bobów Brno z pierwszej ligi czeskiej. Po trzech sezonach, w 1996 roku zakończył karierę.

## Kariera reprezentacyjna
W reprezentacji Czechosłowacji Kukleta zadebiutował 30 stycznia 1991 w wygranym 1:0 towarzyskim meczu z Australią. W drużynie narodowej rozegrał cztery spotkania, wszystkie w 1991 roku.